# 덕양군
덕양군 이기(德陽君 李岐, 1524년 10월 31일(음력 9월 25일) ~ 1581년 7월 22일(음력 6월 22일))은 조선의 왕족이다. 중종의 6남이자 서5남이며 생모는 숙의 이씨이다. 자는 백고(伯高)이다. 1532년(중종 27년) 군에 봉해졌고, 선조 때에 종부시도제조 등을 역임했다.

## 생애

### 가계
1524년(중종 19년) 음력 9월 조선의 제11대 왕 중종과 후궁 숙의 이씨의 아들로 태어났다. 성은 이, 이름은 기(岐), 자는 백고(伯高), 본관은 전주이다. 인종은 덕양군의 이복 형이며, 명종과 덕흥대원군(선조의 친아버지) 등은 이복 동생이다.
덕양군의 생모 숙의 이씨는 사섬시 첨정을 지낸 이형신의 딸로, 본관은 경주이다. 원래 종4품 숙원이었다가 후에 종2품 숙의로 추봉되었다. 이씨는 덕양군을 낳고 5일만에 산고로 죽었고, 덕양군은 중종의 또다른 후궁 숙의 김씨의 손에서 자랐다.

### 생애
9살 때인 1532년(중종 27년) 정식으로 군에 봉작되어 덕양군(德陽君)이 되었다. 당시 덕양군은 권소의 빈 집을 빌려서 거주하였는데, 1540년(중종 35년) 음력 10월 7일 이 집에 도둑이 드는 일이 발생하였다. 당시 중종은 평소에 근무를 태만하게 한 형옥관을 파직하고 국문케 하였다. 그러나 이 일은 10일만에 거짓으로 판명나게 되었는데, 알고 보니 당시 나이가 어린 덕양군을 그 종들이 꾀어 일을 꾸민 것이었다. 당시 대신들은 덕양군에 대해 별 일도 아닌 것을 가지고 한밤중에 시종을 시켜 궁궐 내에 보고하고 중종을 놀라게 하였으니 죄를 주기를 청하였고, 중종이 이 청을 받아들여 덕양군과 그 종들에 대해 추문이 이루어졌다.
한편 1547년(명종 2년) 음력 7월 13일에는 덕양군의 종 말년과 여종 다물사리가 덕양군 부부를 이간질하여 그 가정을 농락하고 있다는 보고가 올라왔다. 당시 말년에 대해서는 곧바로 추문이 이뤄졌으나, 무슨 일인지 덕양군이 다물사리를 자신의 집 밖으로 내보내주지를 않는 바람에 종부시에서 다물사리를 잡아갈 수가 없었다. 결국 덕양군은 법을 무시한다는 이유로 대간들이 추문을 청하여 명종이 윤허하였다.
이후 덕양군은 종부시 도제조를 맡게 되었는데, 1574년(선조 7년) 음력 4월 3일 종부시의 관원이 잘못을 저지른 종친에게 죄를 주려고 하자 덕양군이 이를 못하게 하는 일이 발생하였다. 결국 덕양군은 대간들로부터 탄핵을 받았으나, 당시 선조는 종친에게 함부로 죄를 물을 수 없다며 이를 거부하였다. 이에 이틀 후 대간에서 또다시 덕양군에 대한 탄핵을 상소하였으나, 선조는 마지막까지 그 탄핵을 윤허하지 않았다. 이후 덕양군은 종부시 이외에도 종친부와 사옹원, 문소전과 연은전 등에서 여러 관직을 두루 지냈다.
한편 덕양군 사후인 1601년(선조 34년) 음력 2월 3일에는 아들 풍천도정이 비리를 저지르고 백성들의 재물을 약탈하는 바람에, 이에 대한 상소문이 올라오기도 하였다.

### 사망
덕양군은 1581년(선조 14년) 음력 6월 22일 향년 58세를 일기로 사망하였다. 이틀 후인 음력 6월 24일 광주 남쪽에 있는 낙생리 와동 지역에 묘소를 마련하였는데, 현재의 경기도 성남시 분당구 궁내동 청계산 자락이다. 묘소에는 부인 권씨가 합장되어 있으며, 묘역에는 생모 숙의 이씨, 숙의 김씨의 묘도 함께 있다. 묘역 인근에 사당 정희사(靖僖祠) 등이 있다.
덕양군이 사망하자 선조는 깊이 애도하며 3일동안 조회를 폐하고 시장을 열지 못하게 했으며, 모든 장례는 관에서 관장하게 하였다. 시호는 정희(靖僖)이다. 한편 덕양군 사후 장남 풍산군이 송인에게 부탁하여 그 묘지명을 지었는데, 당시 송인은 덕양군에 대해 천성이 순수하고 소박하며 자신을 과시하지 않고 교만하지 않았다고 평하고 있다. 또 몸이 건강하고 술을 잘 마셨고, 음률에 해박하였다고도 한다. 그밖에 덕양군은 어머니를 일찍 여의어 중종이 매우 불쌍히 여겼고, 인종, 명종 등과는 사이가 매우 좋았다고 한다.

## 가족 관계[14]
덕양군은 호조판서를 지낸 안동 권씨 권찬의 딸에게 장가를 들어 아들 하나를 두고, 측실에게서 3남 1녀를 두었다.
부인 권씨는 덕양군과 혼인하여 영가군부인에 봉해졌다. 권씨가 낳은 아들은 이름이 이종린이며, 풍산군에 봉해졌다. 한편 덕양군의 서장자는 풍성수에 봉해진 이희린이며, 서차남은 풍천도정에 봉해진 이명린이다.이외의 자녀들에 대해서는 덕양군의 묘지명이 지어질 당시 나이가 어리다고만 기록되어 있다.
- 부왕 : 중종(中宗, 1488 ~ 1544)
- 생모 : 숙의 이씨(淑儀 李氏, ? ~ 1524)
  - 부인 : 영가군부인 안동 권씨(永嘉郡夫人 安東 權氏)
    - 적장남 : 풍산군 이종린(豊山君 李宗麟, 1538 ~ 1611[16])
    - 며느리 : 박동(朴諌)의 딸 군부인 반남 박씨
      - 손자 : 구성군(龜城君) 이첨(李瞻, 1553 ~ 1599)
      - 손녀 : 이경춘(李景春, 1555 ~ ?)
      - 손녀 : 이영춘(李英春, 1563 ~ ?)
      - 손녀 : 이덕춘(李德春, 1565 ~ ?)
      - 손자 : 구천군(龜川君) 이수(李睟, 1569 ~ 1645)
        - 증손 : 봉산군(逢山君) 이형신(李炯信), 숙종 때의 이조판서 문천(文泉) 이돈(李墪)의 아버지

      - 손녀 : 이명춘(李命春, 1570 ~ ?)

    - 며느리(측실) : 순이(順伊) - 노비 출신
      - 서손녀 : 이난춘(李蘭春, 1561 ~ ?)

    - 며느리(측실) : 효진(孝眞) - 양민 출신
      - 서손녀 : 이애향(李愛香, 1570 ~ ?)
      - 서손녀 : 이계향(李桂香, 1573 ~ ?)
      - 서손녀 : 이부숭(李富崇, 1576 ~ ?)
      - 서손자 : 구원군(龜原君) 이조(李眺, 1580 ~ ?)
      - 서손자 : 구안부수(龜安副守) 이곤(李睴)

    - 며느리(측실) : 후진(後眞) - 노비 출신
      - 서손녀 : 이혜영(李惠英, 1590 ~ ?)

    - 며느리(측실) : 구음덕(亐音德) - 노비 출신
      - 서손자 : 구봉군(龜峰君) 이현(李睍, 1596 ~ ?)
      - 서손자 : 구산군(龜山君) 이권(李睠, 1599 ~ ?) - 풍성수(豊城守) 이희린(李希麟)의 양자로 출계
      - 서손녀 : 이복실(李福實, 1608 ~ ?)

    - 며느리(측실) : 덕개(德介) - 노비 출신
      - 손녀 : 이평덕(李平德, 1597 ~ ?)
      - 손자 : 구흥군(龜興君) 이섬(李睒, 1602 ~ ?)

  - 측실 : 근심(謹心) - 노비 출신
    - 서장남 : 풍성군(豊城君) 이희린(李希麟, 1562 ~ ?)
    - 며느리 : 상호군(上護軍) 정순포(鄭純裦)의 딸 
      - 손자 : 구산군(龜山君) 이권(李睠, 1599 ~ ?) - 풍산군 (豊山君) 이종린(李宗麟)의 서4남

  - 측실 : 진주(眞珠) - 노비 출신
    - 서차남 : 풍천도정(豊川都正) 이명린(李命麟, 1572 ~ ?)
    - 며느리 : 봉천명(奉天命)의 딸 하음 봉씨
    - 며느리 : 신여환(申汝懽)의 딸 평산 신씨
    - 며느리(측실) : 말질치(末叱致) - 노비 출신
      - 서손자 : 금릉부령(金陵副令) 이요(李曜, 1598 ~ ?)

  - 측실 : 유복(有福) - 노비 출신
    - 서3남 : 풍해군(豊海君) 이계린(李季麟, 1577 ~ ?)
    - 며느리 : 김규(金戣)의 딸 희천 김씨
    - 측실 : 미상
      - 서녀 : 미상